# کان سالیوان
کان سالیوان (انگلیسی: Con Sullivan؛ زادهٔ ۲۲ سپتامبر ۱۹۲۸ – ۱۴ آوریل ۲۰۲۲) بازیکن فوتبال اهل بریتانیا بود.
از باشگاه‌هایی که در آن بازی کرده بود می‌توان به باشگاه فوتبال بریستول سیتی و باشگاه فوتبال آرسنال اشاره کرد.